# Trupelník
Trupelník je přírodní rezervace jihovýchodně od města Bílina v okrese Teplice. Péči o přírodní rezervaci zajišťuje Krajský úřad Ústeckého kraje, odbor životního prostředí a zemědělství. Důvodem ochrany je významné paleontologické naleziště paleogenní diatomitové mikroflory a makroflory. Rozsáhlý zbytek teplomilných společenstev s výskytem vzácných a ohrožených druhů rostlin (např. hlaváček jarní, len žlutý atp). Některé z chráněných rostlin (např. len žlutý, hvězdnice chlumní anebo plamének přímý) byly na zdejší tzv. bílé stráně přeneseny z lokality Bělák zasypané Radovesickou výsypkou.

## Geologie
Návrší Trupelníku tvoří relikt původně rozsáhlé vrstvy usazenin eocenního jezera, částečně překrytý lávovým čedičovým příkrovem. Vrchní část jezerních usazenin tvoří rozsivková zemina, která byla v minulém století předmětem těžby. Nejhlubší část vršku tvoří proterozoické ruly vystupující v malém výchozu na úpatí vrchu. Na tomto podloží je uložena asi 100 m mocná vrstva křídových mořských usazenin, jílovitých vápenců a slínovců, které vycházejí na povrch především na jihozápadním svahu.
Vrstva eocenních jezerních usazenin výše má mocnost cca 45 m. Na spodu ji tvoří jíly a tufity, výše přechází do rozsivkové zeminy. Silicifikovaná zemina se dá štípat na tenké destičky. Nejvyšší část profilu tvoří až desetimetrová čepička čedičového příkrovu. Na minerály není lokalita příliš hojná, nicméně na severním svahu byla v rozsivkových zeminách zjištěna strmá puklina, vyplněná krystaly sádrovce.

## Historie
Stěhování ohrožených druhů rostlin z Běláku proběhlo v 80. letech 20. století. Přírodní rezervace byla vyhlášena 1. srpna 2001. V roce 2007 ohrožoval Trupelník záměr výstavby obchvatu města Bílina. Tým Bořena a Děti Země prosadily posouzení více variant.